# Asdal Kirke
Asdal Kirke er en landsbykirke beliggende i Asdal Sogn – i Hjørring Nordre Provsti (Aalborg Stift). Man mener, at kirken blev bygget omkring midten af 1400-tallet, første skriftlige vidnesbyrd om kirken er 1472. Den skulle være bygget af Johanne Andersdatter Panter fra som et kapel for Asdal Hovedgård, men sagnet mener at vide, at den er bygget af Karl Pølse som bod for at han havde dræbt en munk.

## Kirkebygningen
Et særkende ved kirken er dens våbenhus, der er bygget i bindingsværk – hvilket gør bygningen unik, da de fleste af denne type, er bygget om. Der findes derfor kun dette våbenhus samt våbenhuset i Hirsholmene Kirke. Våbenhuset blev bygget af den daværende ejer af Asdal Hovedgård, Ingeborg Skeel, da hun lavede en gennemgribende renovering af kirken i 1575-78.
Kirken har intet tårn, men derimod en klokkestabel (det nuværende blev bygget i 2003), hvor der hænger to klokker, hvor den ældste er fra 1627.
Den rektangulære kirkebygning rummer både kor og skib – og disse to er en helhed uden opdeling, hvilket gør kirken til en helhed og samværet mellem præst og menighed bliver mere direkte. Der har aldrig været en korbue, men i nordmurens indvendige side er der en spidsbueblænding. Man ved ikke om der gennem buen har været adgang til et sakristi eller et kapel – hvad der har været vides ikke, da det nu er revet ned. Måske har der dér været et sidealter – hvilket nok er mest sandsynligt.

## Kirkens interiør
Alteret som det er i dag, er naturligvis ikke det oprindelige. Hvordan det har set ud vides ikke, men i 1921 fandt man nogle træfigurer på kirkens loft, en krucifiksgruppe og Maria med barnet, der nu findes på Nationalmuseet. Men disse figurer regner man har været rester fra det oprindelige sengotiske alter. Den nuværende altertavle er en lutheransk fløjtype fra omkring 1575 med billede af den korsfæstede Jesus, der er malet omkring år 1700. Teksten på altertavlen er blandt andet Fadervor og indstiftelsesordene, der bruges ved hver nadver.
På alteret står to malmlysestager, en syvarmet malmlysestage og kalk og disk. Kalken stammer fra 1700-tallet – på sidens seks knobber står bogstaverne H I A S S E – disse vender på hovedet, når kalken står op foden. Hvad disse bogstaver betyder ved man ikke. Disken, der også er af sølv, har et indgraveret kors i oval ramme. Malmstagerne er fra den sengotiske periode omkring år 1550 – og har lige som stagerne i Horne Kirke indgraveret et Bannervågenskjold – der har haft Asdal Hovedgaard i flere generationer.

Prædikestolen er fra 1578 – den er ikke prydet med kristelige tegn, men af våbenskjolde fra ejerne af kirken, Skeel-familien. Teksten på prædikestolen lyder sådan – oversat til nudansk: "Otto Banner af Asdal, den velbyrdige mand og fru Ingeborg Skeels gudfrygtige forstand lod mig opsætte, Guds ord til ære, ligesom de begge elsker, er der tilgivelse for dem ved Gud faders nåde og siden ro og husvalelse."
Døbefonten er en romansk granitdøbefont på en pyramidestub – er som ved andre kirker det ældste inventar i kirken.
Herskabsstole – der findes to herskabsstole nederst i kirken placeret for enden af hver sin bænkerække. De stammer fra omkring år 1550. Gavlstykkerne er i fladt relief. Akantusblade vokser op fra en vase og afbrydes af et fantasivæsens hoved. For oven afsluttes med englehoveder og forskellige fugle. Våbenskjoldene er igen Banners og Skeels. I begge låger ses korsfæstelsen. Stolene stod oprindeligt foran i kirken, men for at lette udsynet fra kirkerummet og op til alteret, har man flyttet dem til deres nuværende plads nederst i kirken.

## Kirkens klokker
I 1627 fik Asdal den kirkeklokken, der endnu hænger i klokkestablen. Der har sikkert været en klokke før, men den er sikkert blevet inddraget og omstødt til kanoner. På klokken står giveren af klokken: Friderich Rhanzo. Han var ejer af Asdal fra 1622-45, men var samtidig general i Chrs IVs hær og deltog i et kæmpe slag i 1626, hvor han blev taget til fange. Han købte sig dog selv fri. Kunne man ikke se klokken som en slags tak til Gud for, at han igen var en fri mand?
Da denne klokke er revnet, benyttes den ikke længere, men er funktionsmæssigt erstattet af en nyere klokke.

## Eksterne kilder og henvisninger
- Wikimedia Commons har flere filer relateret til Asdal Kirke
- Asdal Hovedgårds hjemmeside
- Informationer om Asdal Kirke på Ålborg Stifts hjemmeside Arkiveret 21. januar 2022 hos  Wayback Machine
- Asdal Kirke hos KortTilKirken.dk